# Hayden (Arizona)
Pour les articles homonymes, voir Hayden.
Hayden est une ville américaine, principalement située dans le comté de Gila, en Arizona.
L'industrie minière est importante pour la ville. Elle doit d'ailleurs son nom à Charles Hayden, fondateur de la première entreprise minière de la région.

## Géographie
Hayden est située à environ 100 km au nord-est de Tucson et 150 km au sud-est de Phoenix.
La municipalité s'étend sur 1,27 milles carrés (3,29 km2), presque exclusivement des terres. Si tous ses habitants résident dans le comté de Gila, le territoire de la ville déborde de 0,02 milles carrés (5 ha) sur le comté de Pinal.

## Démographie
Selon le recensement de 2010, Hayden compte 662 habitants,. Près de 85 % de sa population est hispanique, principalement originaire du Mexique.
| 1940  | 1950  | 1960  | 1970  | 1980  | 1990 |
| ----- | ----- | ----- | ----- | ----- | ---- |
| 1 577 | 1 494 | 1 760 | 1 283 | 1 205 | 909  |

| 2000 | 2010 | - | - | - | - |
| ---- | ---- | - | - | - | - |
| 892  | 662  | - | - | - | - |

## Économie
L'entreprise minière Asarco, avec 600 employés, est en 2014 le principal employeur de la ville. Cependant, la fonderie Asarco d'Hayden — construite en 1912 — est accusée de polluer l'air local. Il s'agit en effet de l'une des principales sources de rejet toxiques de l'État.